# Фумлані Нтшангасе
Фумлані Нтшангасе (англ. Phumlani Ntshangase, нар. 24 грудня 1994, Дурбан) — південноафриканський футболіст, півзахисник клубу «Бідвест Вітс».
Виступав, зокрема, за олімпійську збірну ПАР.

## Клубна кар'єра
У дорослому футболі дебютував 2013 року виступами за команду клубу «Бідвест Вітс», кольори якої захищає й донині.

## Виступи за збірну
2016 року захищав кольори олімпійської збірної ПАР. У складі цієї команди провів 3 матчі. У складі збірної — учасник футбольного турніру на Олімпійських іграх 2016 року у Ріо-де-Жанейро.